# 김휘연
김휘연(2006년 1월 26일 ~ )은 대한민국의 배우이다.

## 데뷔
- 2010년 하림 슬림 닭가슴살

## 진행 프로그램
- 2014년 MBC 신통방통 호기심 탐험대
- 2013년 EBS 나도 요리사 - 김휘연 역
- 2011년 ~ 2013년 EBS 꼬마 요리사 - 꼬마 요리사 역

## 드라마
- 2011년 SBS 미쓰 아줌마 - 아영 역